# Station Courcelles-Motte
Station Courcelles-Motte is een spoorwegstation langs spoorlijn 124 (Brussel - Charleroi) in de gemeente Courcelles. Het is nu een stopplaats.
Het station was tevens het eindpunt van de inmiddels opgebroken spoorlijn 121 (Lambusart - Roux).

## Treindienst

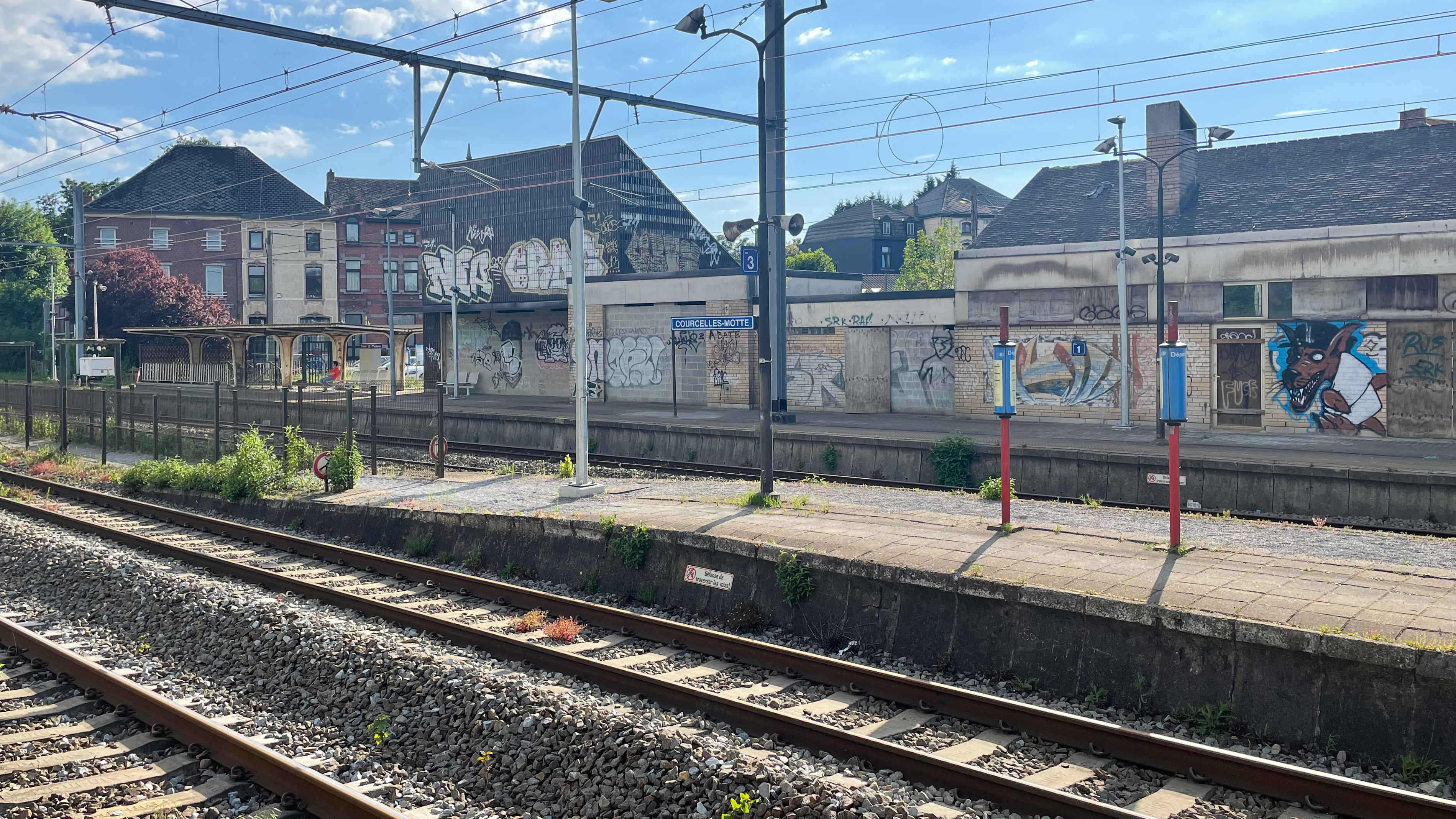
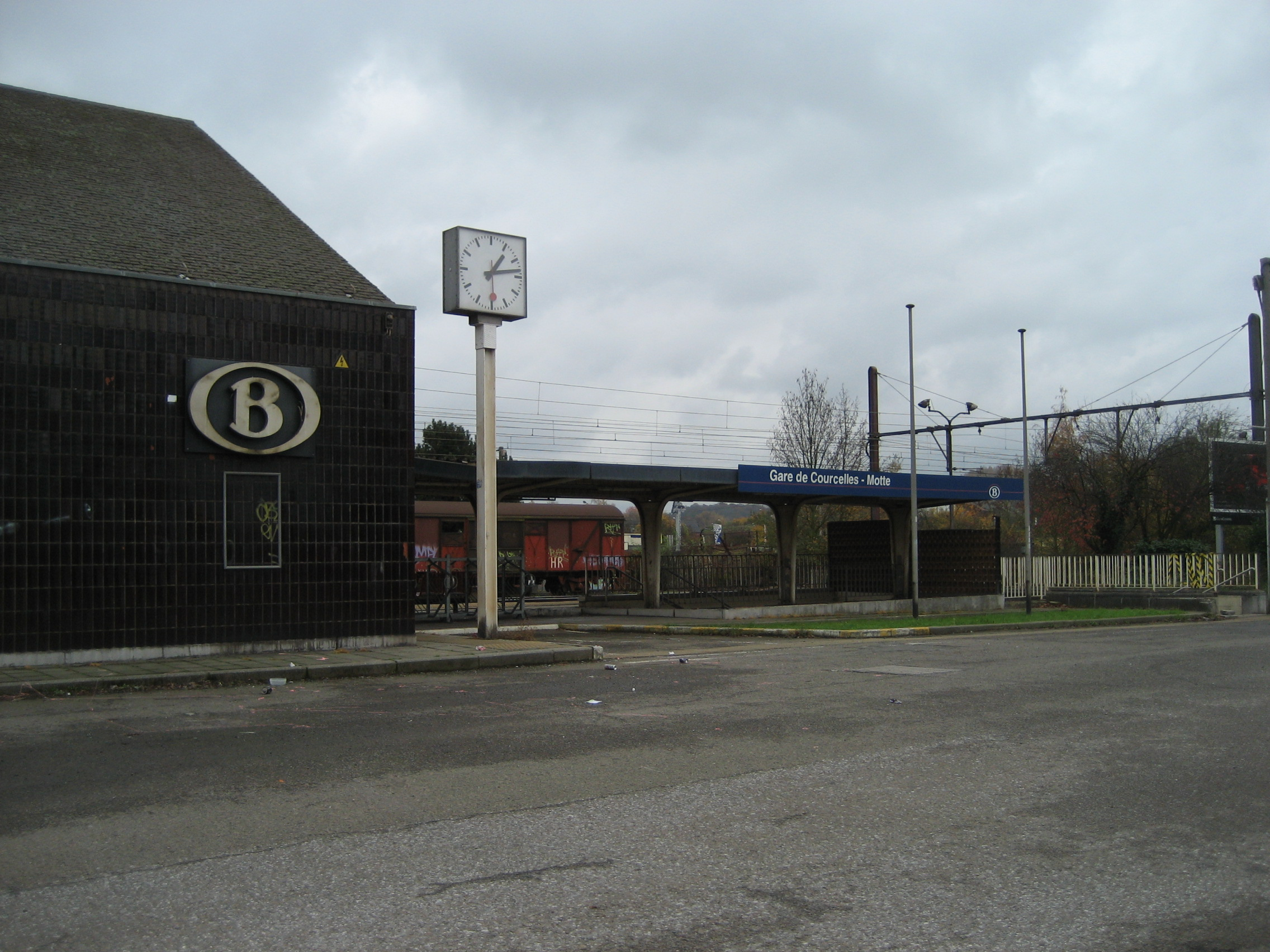

| Serie       | Treinsoort             | Route | Bijzonderheden |
| ----------- | ---------------------- | --- | --- |
| L 4350C     | L-trein (NMBS)         | Charleroi-Centraal – Courcelles-Motte – Luttre – Manage – La Louvière-Centrum                                             | Rijdt op werkdagen tussen 's-Gravenbrakel en Manage. |
| S 19        | GEN (NMBS)             | [ Leuven – ] Brussels Airport-Zaventem – Brussel-Luxemburg – Eigenbrakel – Nijvel – Courcelles-Motte – Charleroi-Centraal | Rijdt in het weekend tussen Leuven en Nijvel. |
| S 1         | S-trein Brussel (NMBS) | Charleroi-Centraal – Courcelles-Motte – /Nijvel – Brussel-Zuid – Mechelen – Antwerpen-Centraal                            | Op zondag een deel Brussel-Noord - Nijvel en een deel Brussel-Zuid - Antwerpen-Centraal. Tijdens de week eerste en laatste ritten van/naar Charleroi-Centraal. |
| P 7790/8790 | Piekuurtrein (NMBS)    | Luttre – Courcelles-Motte – Charleroi-Centraal                                                                            | Rijdt alleen op werkdagen. |

## Reizigerstellingen
De grafiek en tabel geven het gemiddeld aantal instappende reizigers weer op een week-, zater- en zondag.
| Tabel: aantal instappende reizigers station Courcelles-Motte | Tabel: aantal instappende reizigers station Courcelles-Motte | Tabel: aantal instappende reizigers station Courcelles-Motte | Tabel: aantal instappende reizigers station Courcelles-Motte |
|                                                              | Weekdag                                                      | Zaterdag                                                     | Zondag                                                       |
| ------------------------------------------------------------ | ------------------------------------------------------------ | ------------------------------------------------------------ | ------------------------------------------------------------ |
| 1977                                                         | 453                                                          | 127                                                          | 109                                                          |
| 1978                                                         | 512                                                          | 160                                                          | 105                                                          |
| 1979                                                         | 708                                                          | 116                                                          | 122                                                          |
| 1980                                                         | 501                                                          | 113                                                          | 142                                                          |
| 1981                                                         | 554                                                          | 154                                                          | 109                                                          |
| 1982                                                         | 515                                                          | 145                                                          | 133                                                          |
| 1983                                                         | 572                                                          | 144                                                          | 130                                                          |
| 1984                                                         | 435                                                          | 95                                                           | 69                                                           |
| 1985                                                         | 439                                                          | 75                                                           | 85                                                           |
| 1986                                                         | 390                                                          | 78                                                           | 55                                                           |
| 1987                                                         | 332                                                          | 85                                                           | 75                                                           |
| 1988                                                         | 364                                                          | 80                                                           | 61                                                           |
| 1989                                                         | 356                                                          | 71                                                           | 53                                                           |
| 1990                                                         | 375                                                          | 73                                                           | 65                                                           |
| 1991                                                         | 393                                                          | 80                                                           | 72                                                           |
| 1992                                                         | 419                                                          | 85                                                           | 81                                                           |
| 1993                                                         | 304                                                          | 83                                                           | 64                                                           |
| 1994                                                         | 320                                                          | 34                                                           | 27                                                           |
| 1995                                                         | 303                                                          | 34                                                           | 20                                                           |
| 1996                                                         | 360                                                          | 32                                                           | 22                                                           |
| 1997                                                         | 323                                                          | 24                                                           | 25                                                           |
| 1998                                                         | 329                                                          | 28                                                           | 26                                                           |
| 1999                                                         | 222                                                          | 31                                                           | 23                                                           |
| 2000                                                         | 275                                                          | 44                                                           | 36                                                           |
| 2001                                                         | 249                                                          | 26                                                           | 18                                                           |
| 2002                                                         | 159                                                          | 40                                                           | 24                                                           |
| 2003                                                         | 242                                                          | 24                                                           | 18                                                           |
| 2004                                                         | 252                                                          | 22                                                           | 17                                                           |
| 2005                                                         | 256                                                          | 15                                                           | 12                                                           |
| 2006                                                         | 282                                                          | 26                                                           | 15                                                           |
| 2007                                                         | 278                                                          | 22                                                           | 16                                                           |
| 2008                                                         | -                                                            | -                                                            | -                                                            |
| 2009                                                         | 214                                                          | 18                                                           | 11                                                           |
| 2010                                                         | -                                                            | -                                                            | -                                                            |
| 2011                                                         | -                                                            | -                                                            | -                                                            |
| 2012                                                         | 221                                                          | 27                                                           | 22                                                           |
| 2013                                                         | 230                                                          | 18                                                           | 16                                                           |
| 2014                                                         | 217                                                          | 34                                                           | 21                                                           |
| 2015                                                         | 186                                                          | 26                                                           | 8                                                            |
| 2016                                                         | 160                                                          | 19                                                           | 17                                                           |
| 2017                                                         | 189                                                          | 24                                                           | 21                                                           |
| 2018                                                         | 199                                                          | 25                                                           | 11                                                           |
| 2019                                                         | 167                                                          | 19                                                           | 17                                                           |
| 2020                                                         | 113                                                          | 23                                                           | 17                                                           |
| 2021                                                         | -                                                            | -                                                            | -                                                            |
| 2022                                                         | 281                                                          | 47                                                           | 30                                                           |
| 2023                                                         | 285                                                          | 59                                                           | 53                                                           |
| 2024                                                         | 289                                                          | 49                                                           | 50                                                           |

0,0: Brussel-Zuid ·
2,1: Vorst-Oost ·
4,0: Ukkel-Stalle ·
5,6: Ukkel-Kalevoet ·
7,8: Linkebeek ·
9,1: Holleken ·
11,4: Sint-Genesius-Rode ·
12,6: De Hoek ·
15,5: Waterloo ·
18,8: Eigenbrakel ·
23,4: Lillois ·
28,1: Baulers ·
29,3: Nijvel ·
33,6: Bois-de-Nivelles ·
37,0: Obaix-Buzet ·
40,9: Luttre ·
43,4: La Chaussée ·
46,5: Courcelles-Motte ·
48,7: Roux ·
49,5: Monceau ·
52,9: Marchienne-au-Pont ·
53,7: Marchienne-Oost ·
55,9: Charleroi-Centraal